# Darceta primulina
Darceta primulina là một loài bướm đêm trong họ Noctuidae.